# Ivan Jaŭciejevič Paliakoŭ
Ivan Jaŭciejevič Paliakoŭ (tiếng Belarus: Іван Яўцеевіч Палякоў; 25 tháng 11 năm 1914, Gomel - 8 tháng 2 năm 2004, Minsk) là chính khách Liên Xô, Anh hùng lao động Xã hội Chủ nghĩa Liên Xô năm 1973.

## Tiểu sử
Năm 1936–1938, Paliakoŭ phục vụ Hồng quân.
Năm 1939–1941, ông là bí thư ủy ban Komsomol tại nhà máy công nghiệp Gomel, từ năm 1940 giữ chức bí thư thứ nhất huyện ủy Komsomol cộng sản vùng Gomel.
Năm 1942–1943, ông nằm trong ủy ban Komsomol hoạt động ngầm thời chiến.
Tháng 8-11 năm 1943, ông là chính ủy Lữ đoàn du kích Gomel số 1
Năm 1944–1945, ông là bí thư thứ nhất Ủy ban Komsomol chi bộ Gomel
Năm 1945–1946, ông là bí thư thứ nhất Ủy ban Komsomol chi bộ Minsk.
Năm 1946–1949, ông là học viên Trường Đảng cấp cao tại Ban Chấp hành Trung ương Đảng Cộng sản, lần lượt giữ chức Bí thư thứ hai, rồi Bí thư thứ nhất Thành ủy Đảng Cộng sản (bolshevik) Belorussia ở Vitebsk
Năm 1953–1956, ông là bí thư thứ nhất huyện ủy KPB ở Rečyca.
Tháng 9 năm 1956 đến tháng 12 năm 1957, ông giữ chức Chủ tịch Ban Chấp hành Xô viết tỉnh Gomel.
Từ tháng 12 năm 1957 đến tháng 1 năm 1963, ông là bí thư thứ nhất KPB tỉnh Gomel.
Từ tháng 1 năm 1963 đến tháng 12 năm 1964, ông là Bí thư thứ nhất Ủy ban Nông thôn tỉnh Gomel.
Từ tháng 12 năm 1964 đến ngày 1 tháng 3 năm 1977, ông là Bí thư thứ nhất KPB Khu ủy Minsk.
Từ ngày 8 tháng 4 năm 1966 đến ngày 25 tháng 2 năm 1986, ông là Ủy viên Ban Chấp hành Trung ương Đảng Cộng sản Liên Xô.
Từ ngày 28 tháng 2 năm 1977 đến ngày 29 tháng 11 năm 1985, ông là Chủ tịch Đoàn chủ tịch Xô viết tối cao Cộng hòa Xã hội chủ nghĩa Xô viết Byelorussia (người đứng đầu chính thức nước cộng hòa, tương đương nguyên thủ quốc gia ngày nay).

## Khen thưởng
- Huân chương Búa liềm trao cho Anh hùng Lao động xã hội chủ nghĩa ngày 12 tháng 12 năm 1973
- Huân chương Lenin (4 lần)
- Huân chương Cách mạng Tháng Mười
- Huân chương Cờ đỏ (2 lần)
- Huân chương Cờ đỏ Lao động
- Huân chương Chiến tranh Vệ quốc hạng Nhất.